# Suomensarja 1945/46
Die Suomensarja 1945/46 war die achte Spielzeit der zweithöchsten finnischen Fußballliga und die dritte unter dem Namen Suomensarja. 

## Modus
Die acht Mannschaften spielten jeweils zweimal gegeneinander. Die besten zwei Teams stiegen in die Mestaruussarja 1946/47 auf.

## Teilnehmer
| Verein            | Stadt       |
| ----------------- | ----------- |
| Helsingfors IFK   | Helsinki    |
| HJK Helsinki      | Helsinki    |
| VPV Vaasa         | Vaasa       |
| Kallion PS        | Helsinki    |
| Gamlakarleby BK   | Kokkola     |
| Kuopion PS        | Kuopio      |
| Porin Palloilijat | Pori        |
| Haka Valkeakoski  | Valkeakoski |

## Abschlusstabelle
| Pl. | Verein               | Sp. | S  | U | N  | Tore    | Diff. | Punkte |
| --- | -------------------- | --- | -- | - | -- | ------- | ----- | ------ |
| 1.  | Helsingfors IFK (A)  | 14  | 14 | 0 | 0  | 068:140 | +54   | 28:0   |
| 2.  | HJK Helsinki (A)     | 14  | 11 | 0 | 3  | 060:250 | +35   | 22:60  |
| 3.  | VPV Vaasa (A)        | 14  | 7  | 2 | 5  | 035:340 | +1    | 16:12  |
| 4.  | Porin Palloilijat    | 14  | 6  | 1 | 7  | 023:430 | −20   | 13:15  |
| 5.  | Kallion PS (N)       | 14  | 4  | 2 | 8  | 024:360 | −12   | 10:18  |
| 6.  | Gamlakarleby BK      | 14  | 4  | 2 | 8  | 025:500 | −25   | 10:18  |
| 7.  | Kuopion PS           | 14  | 4  | 1 | 9  | 030:390 | −9    | 09:19  |
| 8.  | Haka Valkeakoski (A) | 14  | 2  | 0 | 12 | 026:500 | −24   | 04:24  |

| (A) | Absteiger aus der Mestaruussarja 1945 |
| (N) | Aufsteiger                            |